# Baphia latiloi
Baphia latiloi là một loài rau đậu thuộc họ Fabaceae. Loài này có ở Cameroon và Nigeria. Chúng hiện đang bị đe dọa vì mất môi trường sống.